# Strophosomus
Strophosomus är ett släkte av skalbaggar. Strophosomus ingår i familjen vivlar.

## Dottertaxa tillStrophosomus, i alfabetisk ordning[1]
- Strophosomus aberrans
- Strophosomus acuticollis
- Strophosomus affinis
- Strophosomus albarius
- Strophosomus albolineatus
- Strophosomus albosignatus
- Strophosomus alternans
- Strophosomus alticola
- Strophosomus ambiguus
- Strophosomus amplicollis
- Strophosomus ancorifrons
- Strophosomus angulicollis
- Strophosomus ariasi
- Strophosomus aspericollis
- Strophosomus asperifoliarum
- Strophosomus atlanticus
- Strophosomus atomarius
- Strophosomus aureolus
- Strophosomus aurora
- Strophosomus baetica
- Strophosomus barbifrons
- Strophosomus baudueri
- Strophosomus bella
- Strophosomus binotatus
- Strophosomus bisquamosus
- Strophosomus brevicollis
- Strophosomus burdigalense
- Strophosomus burghauseri
- Strophosomus canus
- Strophosomus capitatus
- Strophosomus cervinus
- Strophosomus chaetophorus
- Strophosomus chloris
- Strophosomus cinereus
- Strophosomus cognatus
- Strophosomus comatus
- Strophosomus concinnus
- Strophosomus conicicollis
- Strophosomus conquense
- Strophosomus constrictus
- Strophosomus coryli
- Strophosomus cremieri
- Strophosomus cristatus
- Strophosomus crucifer
- Strophosomus crucifrons
- Strophosomus curvipes
- Strophosomus danieli
- Strophosomus denticollis
- Strophosomus denudatus
- Strophosomus depilis
- Strophosomus desbrochersi
- Strophosomus dilaticollis
- Strophosomus dispar
- Strophosomus dumeei
- Strophosomus edmundi
- Strophosomus elegans
- Strophosomus ellipticus
- Strophosomus erinaceus
- Strophosomus faber
- Strophosomus fageli
- Strophosomus fagi
- Strophosomus falsus
- Strophosomus flachi
- Strophosomus flavipes
- Strophosomus foveifrons
- Strophosomus franzi
- Strophosomus fulvicornis
- Strophosomus gandoni
- Strophosomus ganglbaueri
- Strophosomus globosus
- Strophosomus globulicollis
- Strophosomus globulus
- Strophosomus gracilentus
- Strophosomus granicollis
- Strophosomus gravis
- Strophosomus griseus
- Strophosomus hamaticollis
- Strophosomus henoni
- Strophosomus hirsutus
- Strophosomus hirtus
- Strophosomus hispidus
- Strophosomus hystrix
- Strophosomus ifranensis
- Strophosomus illibatus
- Strophosomus indoctus
- Strophosomus insignitus
- Strophosomus kiesenwetteri
- Strophosomus kirschi
- Strophosomus kocheri
- Strophosomus kricheldorffi
- Strophosomus lentisci
- Strophosomus limbatus
- Strophosomus lineatus
- Strophosomus liturata
- Strophosomus longimanus
- Strophosomus longulus
- Strophosomus melanogrammus
- Strophosomus monachus
- Strophosomus nebulosus
- Strophosomus nigricans
- Strophosomus nodulipennis
- Strophosomus notatipennis
- Strophosomus obesus
- Strophosomus obliquecinctus
- Strophosomus oblongus
- Strophosomus obsoletehispidus
- Strophosomus obsoletesignatus
- Strophosomus ocularis
- Strophosomus ophthalmicus
- Strophosomus oxyops
- Strophosomus palearius
- Strophosomus pardoi
- Strophosomus pellitus
- Strophosomus peruanus
- Strophosomus peruvianus
- Strophosomus picticollis
- Strophosomus pilosellus
- Strophosomus plumbeus
- Strophosomus porcellus
- Strophosomus poricollis
- Strophosomus praelongatus
- Strophosomus pseudoebenista
- Strophosomus ptochoides
- Strophosomus puberulus
- Strophosomus puncticollis
- Strophosomus pupillatus
- Strophosomus retusus
- Strophosomus rotundicollis
- Strophosomus rufipes
- Strophosomus salisburiensis
- Strophosomus scapulatus
- Strophosomus scrobiculatus
- Strophosomus septentrionis
- Strophosomus setifer
- Strophosomus setulosus
- Strophosomus similaris
- Strophosomus sparsus
- Strophosomus squamulata
- Strophosomus squamulatus
- Strophosomus stappersi
- Strophosomus striaticeps
- Strophosomus strigifrons
- Strophosomus subnudus
- Strophosomus subobliterata
- Strophosomus subrotundatus
- Strophosomus subrotundus
- Strophosomus subsulcatus
- Strophosomus sulcatifrons
- Strophosomus sus
- Strophosomus suturalis
- Strophosomus tangerianus
- Strophosomus temperei
- Strophosomus truncatus
- Strophosomus tubericollis
- Strophosomus turpis
- Strophosomus umbilicatus
- Strophosomus uniseriatus
- Strophosomus urbionense
- Strophosomus variabilis
- Strophosomus veladoi
- Strophosomus verrucicollis
- Strophosomus zebrinus